# Колумбија (Луизијана)
Колумбија (енгл. Columbia) град је у америчкој савезној држави Луизијана.

## Демографија
По попису из 2010. године број становника је 390, што је 87 (-18,2%) становника мање него 2000. године.
| Група             | 2000.       | 2010.       |
| Белци             | 334 (70,0%) | 247 (63,3%) |
| Афроамериканци    | 130 (27,3%) | 128 (32,8%) |
| Азијати           | 7 (1,5%)    | 0 (0,0%)    |
| Хиспаноамериканци | 2 (0,4%)    | 15 (3,8%)   |
| Укупно            | 477         | 390         |